# Ağva, Şile
Ağva là một xã thuộc huyện Şile, tỉnh Istanbul, Thổ Nhĩ Kỳ.